# Enneadesmus auricomus
Enneadesmus auricomus là một loài bọ cánh cứng trong họ Bostrichidae. Loài này được Reitter miêu tả khoa học năm 1898.